# 알 모카을룬 알 아랍 SC
알 모카을룬 알 아랍 SC(아랍어: نادي المقاولون العرب الرياضي, 영어: Al Mokawloon Al Arab Sporting Club)은 1973년에 창단된 이집트의 축구 클럽으로, 카이로를 연고로 하고 있다. 현재 이집트의 2부 리그인 이집트 세컨드 디비전 A에 참가하고 있다. 이 구단은 1973년 이집트의 공학자이자 건설업자, 기업가, 정치인인 오스만 아흐메드 오스만에 의해 당시 중동에서 가장 큰 건설 회사인 "아랍 컨트랙터스"의 공식 스포츠 구단으로 창단하였다.
이 구단은 오랜 기간 동안 압델 사타르 사브리, 모하메드 살라, 무함마드 엘네니 등 이집트의 유망한 축구 선수들을 배출해냈다.

## 선수 명단

### 현역
참고: FIFA 자격 규정에 따라 소속된 국가대표팀 국기를 표시합니다. 선수는 복수의 FIFA 비회원국 국적을 가지고 있을 수 있습니다.
| 번호 | 포지션 | 국적       | 이름          |
| ---- | ------ | ---------- | ------------- |
| 7    | FW     | 모리타니   | 마마두 니아스 |
| 23   | DF     | 우간다     | 조셉 오차야   |
| 29   | FW     | 팔레스타인 | 마흐무드 와디 |

| 번호 | 포지션 | 국적 | 이름 |
| ---- | ------ | ---- | ---- |

### 역대
틀:알 모카을룬 알 아랍 SC 선수 명단